# Ecnomidae
Ecnomidae zijn een familie van schietmotten. De familie kent negen geslachten.

## Taxonomie
- Geslacht Agmina JB Ward & PW Schefter, 2000
- Geslacht Archaeotinodes G Ulmer, 1912  †
- Geslacht Austrotinodes F Schmid, 1955
- Geslacht Chilocentropus L Navas, 1934
- Geslacht Daternomina A Neboiss, 2002
- Geslacht Ecnomina DE Kimmins, 1953
- Geslacht Ecnomus R McLachlan, 1864
- Geslacht Parecnomina DE Kimmins, 1957
- Geslacht Psychomyiellodes ME Mosely, 1931